# Azruh
Azruh – miasto w Jordanii, w muhafazie Ma’an. W 2015 roku liczyło 1700 mieszkańców.